# Metropolia Nassau
Metropolia Nassau – metropolia obrządku łacińskiego w Kościele katolickim na Karaibach.

## Dane ogólne[1]
- Powierzchnia: 14 423 km²
- Ludność: 407 200
  - Katolicy: 63 443
  - Udział procentowy: 15,6%
- Księża:
  - diecezjalni: 19
  - zakonni: 19
- Zakonnicy: 19
- Siostry zakonne: 30

## Geografia
Metropolia Nassau obejmuje swoim zasięgiem obszar północnych Karaibów, w tym: Bahamy, Bermudy i wyspy Turks i Caicos.

## Historia
Metropolia Nassau została utworzona 22 czerwca 1999 przez papieża Jana Pawła II po przekształceniu dotychczasowej diecezji Nassau w archidiecezję, którą równocześnie podniesiono do rangi metropolii, przydzielając jej jako sufraganię diecezję hamiltońską i misję sui iuris Turks i Caicos.

## Podział administracyjny
1. Archidiecezja Nassau
2. Diecezja Hamilton na Bermudach
3. Misja "sui iuris" Turks i Caicos

## Metropolici
- 22 czerwca 1999 - 17 lutego 2004: abp Lawrence Aloysius Burke, S.J.
- od 17 lutego 2004: abp Patrick Pinder